# Wuksniki (jezioro)
Wuksniki – jezioro w woj. warmińsko-mazurskim, w powiecie ostródzkim, w gminie Miłakowo, na Pojezierzu Dzierzgońsko-Morąskim. Jezioro położone na południe od wsi Mysłaki, na zachód od wsi Bieniasze, na wschód od wsi Książnik.

## Przyroda
Według danych IRŚ, opublikowanych w 1997, otoczenie jeziora stanowiły pola i łąki, jedynie od strony południowej znajdowały się lasy. W roślinności wynurzonej (helofity) dominowały trzcina oraz skrzyp bagienny – helofity porastały jedynie zachodnie brzegi jeziora. Wśród elodeidów, równomiernie porastających litoral (elodeidy silniej rozwinięte w części północnej) przeważały: Elodea canadensis, Myriophyllum sp. i Ceratophyllum sp. W jeziorze Wuksniki występuje sielawa, sieja, leszcz, płoć, szczupak, okoń.

## Dane morfometryczne
Powierzchnia zwierciadła wody według różnych źródeł wynosi od 117,1 ha do 118,5 ha. Według Gustawa Leydinga powierzchnia jeziora wynosiła 124,93 ha (dane z połowy XX w.).
Zwierciadło wody położone jest na wysokości 111,1 lub 113,0 m n.p.m. Średnia głębokość jeziora wynosi 23,4 m, natomiast głębokość maksymalna 67,3 m.
W oparciu o badania przeprowadzone w 1998 roku wody jeziora zaliczono do I klasy czystości.

## Hydronimia
Według urzędowego spisu opracowanego przez Komisję Nazw Miejscowości i Obiektów Fizjograficznych (KNMiOF) nazwa to Wuksniki, nazwę tę stosuje też część źródeł. W różnych publikacjach jezioro to występuje także pod nazwą Wukśniki.
Nazwę Wuksniki wprowadzono urzędowo w 1948, w miejsce niemieckiej – Wuchsnig See
Okopowa Góra (niem. Schanzen Berg) – góra wysokości 135 m n.p.m., położona na północ od jeziora Wuksniki.

## Ochrona przyrody
Jezioro Wuksniki znajduje się w specjalnym obszarze ochrony siedlisk Natura 2000 Jezioro Wukśniki (PLH280038). Obszar posiada plan zadań ochronnych do 2024 roku.